# International Race of Champions 2006
International Race of Champions 2006 (IROC XXX) kördes över fyra omgångar. Det var den allra sista årgången av mästerskapet, och titeln togs hem av Tony Stewart.

## Delsegrare
| Datum       | Bana         | Vinnare          |
| ----------- | ------------ | ---------------- |
| 17 februari | Daytona      | Matt Kenseth     |
| 7 april     | Texas        | Tony Stewart     |
| 29 juni     | Daytona Road | Tony Stewart     |
| 28 oktober  | Atlanta      | Martin Truex Jr. |

## Slutställning
| Plats | Förare                     | Poäng |
| ----- | -------------------------- | ----- |
| 1     | Tony Stewart               | 77    |
| 2     | Matt Kenseth               | 65    |
| 3     | Martin Truex Jr.           | 57    |
| 4     | Ryan Newman                | 54    |
| 5     | Mark Martin                | 47    |
| 6     | Max Papis                  | 46    |
| 7     | Frank Kimmel               | 40    |
| 8     | Sam Hornish Jr.            | 36    |
| 9     | Wayne Taylor Max Angelelli | 30    |
| 10    | Scott Sharp                | 29    |
| 11    | Ted Musgrave               | 24    |
| 12    | Steve Kinser               | 21    |